# 平武城墙
平武城墙，位于中国四川省平武县龙安镇，为原龙安府城墙。平武城墙大部分已毁，仅存西门及附近墙段。

## 历史
明洪武二十三年（1390年），筑城墙。
平武城墙大部在文革中损毁。
2011年，重修西门，并复建城楼。

## 形制
龙安府城呈椭圆形，南北约1065米，东西约780米，城墙高6米，四面各设一门，分别为：东为迎晖门，南为清平门，北为拱宸门，西为通远门。